# Eidos Interactive
Eidos Interactive è stata un'azienda britannica produttrice e distributrice di videogiochi. Ha fatto parte della Eidos Group of Companies ed è stata una filiale della SCi Entertainment Group PLC. Solo in seguito è stata poi acquisita nel 2009 da Square Enix, per poi essere trattata al London Stock Exchange.
La società è nota per i famosi titoli Tomb Raider,  Hitman, Commandos, Deus Ex, Legacy of Kain, Thief, Fear Effect e i giochi della serie Championship Manager. Dopo il successo di Thief: Deadly Shadows lo studio Ion Storm (di proprietà della Eidos) è stato chiuso e per molti anni la saga è stata abbandonata. Verso il primo semestre del 2011 Eidos Montreal, ormai uno studio di proprietà di Square Enix Europe, ha annunciato di essersi messa al lavoro su un nuovo Thief; il nuovo videogioco, intitolato semplicemente Thief è uscito nel febbraio 2014.

## Storia
Venne fondata nel 1990 come Eidos plc, società specializzata nello sviluppo di soluzioni legate alla compressione video e all'editing non lineare su sistemi Acorn Archimedes. La società prosperò e si trovo ad avere a disposizione dei capitali da investire. La società decise di effettuare delle acquisizioni nel settore dei videogiochi, nel 1995 vennero acquistate le società Domark Group Limited, Simis e The Big Red Software Company Limited. A quell'epoca la Domark produceva 3D Construction Kit, Championship Manager, Hard Drivin' e molti altri giochi. Domark e le altre società furono fuse creando la Eidos Interactive Limited.
Nel 1996 Eidos acquisì la CentreGold plc (società che includeva la US Gold e la Centresoft). Centresoft venne venduta alla MBO. US Gold possedeva diverse società, tra le quali Core Design (nota per Tomb Raider, Chuck Rock, Curse of Enchantia, Heimdall, Rick Dangerous,  Cybercon III, e E-Motion). Un'altra serie di acquisizioni ed un uso accorto del capitale permise alla società di crescere rapidamente diventando la società a più rapida crescita del mondo con un capitale aumentato di 400 volte tra i minimi del 1993 e i massimi del 1999. La società aveva pianificato di sviluppare una console basata su RISC OS prima del fallimento della Acorn Computers e della vendita a Pace Micro del sistema operativo. La società possedeva uffici in tutto il mondo, compresi gli Stati Uniti d'America, Germania, Francia, Australia e Giappone.
Il 3 agosto 2004 il Wall Street Journal parlò di discussioni tra Eidos e altre compagnie minori al fine di una possibile fusione. Nel marzo 2005 Eidos comunicò che la cassa della società era diminuita di 11,9 milioni di sterline durante il secondo quarto di anno e che le perdite escluse le tasse erano di 29 milioni di sterline. Il 21 marzo 2005 Eidos ricevette un'offerta di acquisizione da parte di Elevation Partners, un fondo privato creato dal presidente dell'Electronic Arts John Riccitiello e da altre personalità come il leader degli U2, Bono. L'acquisizione valutava la società 71 milioni di sterline e proponeva di immettere nella società 23 milioni di sterline per evitarne la bancarotta.
Il 22 marzo Eidos ricevette la seconda offerta di acquisizione. Questa offerta arrivava da parte di SCi Entertainment che valutava la società 74 milioni di sterline e propose un piano di risanamento con riduzione dei costi di 14 milioni di sterline dai costi annuali. SCi propose 60 milioni di sterline in azioni. In aprile la Elevation Partners ritirò la propria offerta e l'acquisizione da parte di SCi fu completata il 16 maggio 2005. Dopo l'acquisizione la maggior parte degli amministratori di Eidos furono licenziati e SCi abbandonò i suoi uffici a Battersea e si trasferì negli uffici di Wimbledon della Eidos. Il 15 febbraio 2007 Eidos ha annunciato l'apertura di un nuovo studio a Montréal nel Québec in Canada per lo sviluppo di giochi di nuova generazione. Si è parlato dello sviluppo di nuovi giochi basati sul marchio Deux Ex. Eidos non ha confermato la notizia.
Ian Livingstone è stato insignito dell'OBE (Order of the British Empire) per i "Services to the Computer Games Industry", il premio è stato conferito nel 2006 mentre Jane Cavanagh l'ha ricevuto nel 2007.
Il 22 aprile 2009 la casa di sviluppo viene acquisita nuovamente dalla famosa holding giapponese del settore dell'informatica, Square Enix, al prezzo di 84,3 milioni di Sterline.

## Videogiochi
- 25 To Life
- Abomination
- Age of Conan: Hyborian Adventures
- Backyard Wrestling: Don't Try This At Home
- Backyard Wrestling: There Goes the Neighborhood
- Bionicle Heroes (2006)
- Blood Omen: Legacy of Kain
  - Blood Omen 2: Legacy of Kain
  - Legacy of Kain: Defiance
- Championship Manager 5
- Chi vuol essere miliardario?/Chi vuol essere milionario?
- Chili Con Carnage
- Chuck Rock
- Commandos: Dietro le linee nemiche
  - Commandos: Quando il dovere chiama
  - Commandos 2: Men of Courage
  - Commandos 3: Destination Berlin
  - Commandos: Strike Force
- Conflict: Denied Ops
- Conflict: Global Storm
- Crimewave
- Deus Ex (2000)
  - Deus Ex: Invisible War (2003)
  - Deus Ex: Human Revolution (2011)
  - Deus Ex: Mankind Divided (2016)
- Fear Effect
  - Fear Effect 2: Retro Helix
- Fighting Force
  - Fighting Force 2
- Galline in fuga - Chicken Run
- Gangsters: Organized Crime
- Gangsters 2: Vendetta
- Hitman: Codename 47
  - Hitman 2: Silent Assassin
  - Hitman: Contracts
  - Hitman: Blood Money
- Just Cause
  - Kane & Lynch: Dead Men
- Legacy of Kain: Soul Reaver
- Legacy of Kain: Soul Reaver 2
- Legaia 2: Duel Saga
- LEGO Star Wars: Il videogioco
- Mad Maestro
- Mister Mosquito
- Praetorians
- Project Snowblind
- Republic: The Revolution
- Revenant
- Shellshock: Nam '67
- Spider: The Video Game
- StarTopia
- Thief
  - Thief: The Dark Project
  - Thief II: The Metal Age
  - Thief: Deadly Shadows
  - Thief (2014)
- Tomb Raider[2]
  - Tomb Raider II
  - Tomb Raider III
  - Tomb Raider: The Last Revelation
  - Tomb Raider Chronicles
  - Tomb Raider: The Angel of Darkness
  - Tomb Raider: Legend
  - Tomb Raider: Anniversary
  - Tomb Raider: Underworld
  - Tomb Raider[2] (2013)
- Trade Empires
- Urban Chaos
- Virtual Resort: Spring Break
- Sparta - La battaglia delle Termopili (o anche Ancient Wars: Sparta)